# Episcada montanella
Episcada montanella är en fjärilsart som beskrevs av Jose Francisco Zikán 1942. Episcada montanella ingår i släktet Episcada och familjen praktfjärilar. Inga underarter finns listade i Catalogue of Life.